# Picos de Europa
Picos de Europa ("vrhovi Evrope") so gorovje, ki se razteza približno 20 km in tvori del Kantabrijskega gorovja v severni Španiji. Gorovje je v avtonomnih skupnostih Asturija, Kantabrija in Kastilija in Leon. Najvišji vrh je Torre de Cerredo, na višini 2650 m.

## Ime
Splošno sprejeto poreklo za ime je, da so bile te gore prvi pogled na Evropo za ladje, ki so prihajale iz Amerik. Ime je mogoče izslediti v Lucio Marineo Sículo, ki omenja Rupes Europae leta 1530. Ambrosio Morales, kronist Filipa II., omenja Montañas de Europa leta 1572. Prudencio de Sandoval jih imenuje Peñas O Sierras de Europa leta 1601.

## Geografija
Picos de Europa so znotraj linije, ki od zahoda proti vzhodu zaseda Kantabrijsko gorsko verigo. Obsega bolj ali manj pravokotno območje približno 20 kilometrov od severa proti jugu in približno 35 km od zahoda proti vzhodu, kar znaša približno 550 kvadratnih kilometrov.
Gorovje je bogato s številom visokih vrhov; štirinajst nad 2600 m, štirideset več kot 2500 m in praktično 250, ki presegajo 2000 m nadmorske višine.
Različne masive opredeljujejo reke, ki jih spremljajo in prečkajo. Tako je celoten Picos de Europa omejen z rekama Sella in Dobra na zahodu in z Devo na vzhodu. Dve reki, Cares in Duje, sta bili v milijon letih zadolženi za oblikovanje dolin, po katerih zdaj tečeta in tako oblikovali tri masive. Cares ločuje masiva Cornión in Urrieles, bolj vzhodno pa Duje ločuje od masiva Ándara.
Gorovje je sestavljeno iz treh glavnih masivov: Central (znan tudi kot Urrieles), Vzhodni (Oriental - Ándara) in Zahodna (Occidental, znan tudi kot Picos de Cornión). Centralni in zahodni masiv sta ločena z 1,5 km globoko sotesko reke Cares (Garganta del Cares), z vasico Caín. Vode v Cares večinoma ponovno pridejo na dan iz jam. Nekaj vode je preusmerjene skozi hidroelektrarno s kanalom, ki teče ob severni steni soteske do Camarmeteña.
Skoraj vse kamnine v Picos de Europa je apnenec, ledeniške aktivnosti pa so prispevale k ustvarjanju impresivnega območja gorskega krasa. Najvišji vrh je Torre de Cerredo, z nadmorsko višino 2650 metrov na 43°11′51″N 4°51′06″W / 43.19750°N 4.85167°W. Mnogi drugi vrhovi dosežejo višine več kot 2600 m. Območje je priljubljeno pri planincih, plezalcih in gorskih pohodnikih. Obstaja dobra mreža dobro uveljavljenih gorskih koč. Najbolj znana plezalna stena je Naranjo de Bulles ali Picu Urrieellu, v masivu Urrieles, ki se lahko šteje za najbolj znan vzpon v Španiji.
Vega de Li liordes, enklava v sektorju León Picos de Europa, ki pripada občini Posada de Valdeón je registrirala -35,8 ° C 7. januarja 2021.

## Narava
Kantabrijski rjavi medvedi (Ursus arctos pyrenaicus) in volkovi (Canis lupus signatus) živijo v bolj oddaljenih območjih. Kantabrijski gamci (Rupicapra pyrenaica parva) so dokaj pogosti (po podatkih ministrstva za okolje za leto 2006 je bilo okoli 8000 opazovanj); planinska vrana in kanja sta pogosti, pogosto se vidijo različni orli in jastrebi, v parku pa je raznolika populacija metuljev.
Večina gorovja je zdaj zaščitena kot en sam narodni park Picos de Europa v Kantabriji, Asturiji in Kastilija in Leon; asturski del je bil prvi narodni park Španije. Dostop je preko manjših cest do vsakega od treh masivov s severa in od juga do žičnic  Fuente Dé in Caín pri kanjonu reke Cares.

## Jame
Picos de Europa vsebuje veliko najglobljih jam na svetu, vključno s Torco del Cerro (-1589 m), Sima de la Cornisa (-1507 m), Torca Los Rebecos (-1255 m) in Pozo del MadeJuno (-1252 m). Odkrivanje novih jam in njihovo raziskovanje se še vedno nadaljuje.

## Gastronomija
Na Picos se manjše skupine pastirjev poleti preselijo iz dolin s svojimi ovcami, kozami, kravami in občasno prašiči. Območje je znano po svojih pikantnih modrih sirih, kot so Cabales sir in Picón Tresviso Bejes.

## Galerija
- Vas Turieno, ob vznožju Picos
- Lamedo, v Liébani (Kantabrija)
- Asturske ovce na paši na Picos de Europa
- Sotres, (Asturija)
- Kantabrijski gamsi
- Mustela nivalis - mala podlasica
- Picos de Europa iz Peña Vieja
- Vrh Urriellu (Naranjo de Bulnes) iz Pozo de La Oracion